# رود پاراگوآ
رود پاراگوآ رودی است به رود گوآپوره می‌ریزد. این رود از کشور بولیوی می‌گذرد.